# Ronald Inglehart
Ronald F. Inglehart (Milwaukee, 5 settembre 1934 – Ann Arbor, 8 maggio 2021) è stato un politologo e sociologo statunitense.
Fu direttore del World Values Survey un osservatorio sullo stato dei valori politici, religiosi, morali e socioculturali delle differenti culture intorno al mondo, costituito dalla rete globale dei sociologi che hanno effettuato le indagini nazionali rappresentative dello stato delle società di oltre 80 paesi di tutti continenti abitati e contenente l'85 per cento della popolazione del mondo.
In The Silent Revolution (1977)  Inglehart ha scoperto un cambiamento di valori tra generazioni importante nelle popolazioni delle società industriali avanzate. Nel suo 1989 libro Culture Shift in Advanced Industrial Society Inglehart usa una grande base di dati di diverse indagini in serie cronologica provenienti da ventisei nazioni riunite dal 1970 al 1988 per analizzare i cambiamenti culturali che stanno accadendo, mentre le generazioni più giovani sostituiscono gradualmente quelle più vecchie nella popolazione adulta. Questi cambiamenti hanno implicazioni politiche ampie e sembrano trasformare i tassi di crescita economica delle società ed il loro tipo di sviluppo economico che ne è conseguito. I cambiamenti economici, tecnologici e sociopolitici stanno cambiando le culture delle società industriali avanzate nello trascorrere dei decenni. Inglehart esamina i cambiamenti della credenza religiosa, della motivazione del lavoro, del conflitto politico, degli atteggiamenti verso i bambini e le famiglie e degli atteggiamenti verso il divorzio, l'aborto e l'omosessualità.
In Modernization and Postmodernization (1997) Inglehart ha sostenuto che lo sviluppo economico, il cambiamento culturale ed il cambiamento politico vanno insieme in modelli coerenti e, in parte, prevedibili. Inglehart ha teorizzato che l'industrializzazione conduce ai relativi cambiamenti sociali quali la mobilizzazione totale e le minori differenze nei ruoli di genere. I cambiamenti nelle visioni del mondo sembrano riflettere i cambiamenti nell'ambiente economico e politico, ma avvengono con il ritardo del ricambio generazionale.
A seguito dell'industrializzazione, la società industriale avanzata conduce ad una variazione di base nei valori, con una attenuazione del ruolo della razionalità strumentale. I valori postmoderni allora portano i nuovi cambiamenti sociali nelle istituzioni politiche democratiche ed il declino degli Stati con i regimi socialisti.
Inglehart nel 2004 con il libro con Pippa Norris, Sacred and Secular: Religion and Politics Worldwide riesamina le tesi sulla secolarizzazione. Questo libro disegna sulla base di nuove prove generate da quattro serie di indagini sui valori del mondo eseguite dal 1981 al 2001 in ottanta Paesi, coprenti la maggior parte delle fedi principali del mondo.
Si esaminano le religiosità da una prospettiva più ampia ed in una vasta gamma di Paesi che sono stati già stati precedentemente studiati. Questo libro sostiene che la religiosità persiste più fortemente fra le popolazioni più vulnerabili, particolarmente quelle nelle nazioni più povere e quelle residenti in nazioni in crisi mettendo così a rischio la propria sopravvivenza. L'esposizione ai rischi fisici, sociali e personali conduce alla religiosità. Per contro, un'erosione sistematica delle pratiche, dei valori e delle credenze religiose tradizionali si è prodotta fra gli strati più prosperi nelle nazioni ricche.
Ma allo stesso tempo, una percentuale crescente di popolazione—sia nei paesi ricchi che poveri—passa il tempo pensando al significato ed allo scopo della vita. Si asserisce che nei paesi sviluppati, le chiese istituzionali stanno perdendo la loro capacità di dire alla gente come vivere le loro vite, ma le preoccupazioni spirituali, ampiamente diffuse, possono diventare sempre più importanti.